# 2e régiment de guides
Le 2e régiment de guides (néerlandais : 2de regiment gidsen) est un ancien régiment de cavalerie de l'armée belge créé par arrêté royal le 29 janvier 1874. Il fusionne en 1994 avec le 1er régiment de guides pour devenir l'école de Cavalerie Blindée - Régiment des Guides.

## Historique

### Régiment des guides
L'arrêté royal du 24 janvier 1833 crée le Régiment des Guides. En 1870, lors de la guerre franco-prussienne, le régiment est mobilisé dans l'armée d'observation déployée à la frontière franco-belge.

### 2erégimentde guides
Tirant leçon de cette mobilisation, le gouvernement arrête le 29 janvier 1874 la création d'un second régiment de guides. Le 2e régiment de guides voit ainsi le jour à Leuze. Il est formé à partir des 3e et 6e escadrons du Régiment des Guides ainsi que de l'état-major et de deux escadrons de l'école de Cavalerie qui est dissoute pour l'occasion. À partir de 1879, le régiment prend ses quartiers à Tournai. Il quitte cette ville en 1882 pour être caserné à Bruxelles. Il forme avec le 1er guides, la 2e brigade de cavalerie jusqu'en 1889 année durant laquelle ils forment la 1re brigade de la 1re division de cavalerie.

#### Première Guerre mondiale
Le 3 août 1914, le régiment part rejoindre la division de cavalerie à Gembloux puis stationne le lendemain à Waremme.
Le 12 août 1914, il participe à la bataille des casques d'argent à Halen. Il combat encore le 18 août à Budingen, le 28 août il est à Werchter, le 9 septembre à Aarschot, le 10 septembre à Pellenberg, le 26 septembre à Alost et à Asse. Il assurera par après l'arrière-garde de l'armée belge durant sa retraite d'Anvers sur l'Yser. À partir du 20 octobre, il mettra pied à terre pendant 4 ans pour combattre dans les tranchées. Un détachement participe notamment aux combats du Reigersvliet en mars 1918. Le 18 octobre 1918, il remonte à cheval et charge à Zeldegem, Loppem et Steenbrugge.

#### Entre-deux-guerres
Le 17 novembre 1918, le régiment reçoit l'ordre de se rendre en Allemagne pour occuper la Rhénanie. Il passe la frontière le 22 novembre et la mission de tenir la zone entre le Rhin et la frontière belge lui est assignée jusqu'en décembre 1919. 
En mai 1923, le régiment part occuper la Ruhr à Duisbourg et surveiller les chemins de fer. Il y reste jusqu'en septembre de la même année. Le 15 mars 1926, le 2e guides est dissous et intégré au 1er guide. Le 2e régiment de guides est reconstitué le 15 septembre 1939 comme régiment de cavaliers portés et est en majeure partie composé de réservistes du 1er guides, du 2e et 3e lanciers. Il est incorporé dans la 2e division de cavalerie.

#### Seconde Guerre mondiale
Le 13 mai 1940, il combat l'ennemi le long du canal Albert dans la zone du Winterbeek et défend le pont de Kwaadmechelen.
Les 21 et 22 mai, il reprend le secteur de Zelzate le long du canal Gand-Terneuzen. Le 12 mai, il se replie sur la Gette et combat les 13 et 14 mai pour permettre aux blindés français de se replier et aux troupes belges de prendre position sur la Dyle. Le 27 mai il protège la retraite de la 60e division d'infanterie française. Le 28 mai, l'armée belge capitule, le régiment est de facto dissout. Certains guides continueront le combat dans la résistance.

#### Après-guerre
Le régiment est reconstitué le 27 février 1952 comme bataillon de chars moyens de réserve. Il garde ce statut jusqu'au 1er mai 1961, jour où il est réactivé et intégré à la 18e brigade blindée. Il sera composé de chars Patton et cantonné à Euskirchen. En 1969, les chars sont remplacés par des Léopard 1 et le régiment reçoit ses nouveaux quartiers à Altenrath.
Il participe en 1989 au Canadian Army Trophy et obtient une 4e place.
Du 1er juillet au 28 décembre 1992, un détachement participe à la mission de maintien de la paix de la FORPRONU en Croatie (BELBAT 1). En 1993, 1 autre peloton participe à la mission BELBAT 4 en Croatie. Le 24 juin 1994, le régiment fusionne avec le premier régiment de guides pour devenir l'école de Cavalerie Blindée - Régiment des Guides. Elle est dissoute avec sa brigade le 30 juin 2002. Un escadron indépendant de guides héritier des traditions est créé le 1er juillet 2002 et est caserné à Lombardsijde. Il est intégré au 1er régiment de chasseur à cheval en mars 2004 qui devient le 1er régiment de Chasseurs à cheval - Guides. Il disparait avec la réorganisation de l'armée en 2011 pour devenir le bataillon ISTAR.

## Jumelage
- Allemagne - Panzerbataillon 143 (depuis 1965)

## Organisation

### 1874-1914
En 1874, il est composé de : 1 état-major, 5 escadrons, et 1 escadron de dépôt. 

### 1961-1994
Il est composé de : 1 escadron état-major et services, 3 escadrons (A, B et C), et 1 détachement médical.

## Étendard
L'étendard du 2e régiment de guides fut attribué par le roi Léopold II le 15 juillet 1875 au camp de Bourg-Léopold. Il porte les inscriptions suivantes :
- Anvers
- Haelen
- Maldeghem
- Campagne 1914 - 1918
- Winterbeek
- Zelzate.

Il porte également les fourragères de la croix de guerre et de l'Ordre de Léopold. Il a été remis au Musée de l'armée le 24 février 2005.